# 李龍禹
李龍禹（1944年—2014年4月3日），臺灣電影燈光師，曾獲第46屆金馬獎年度台灣傑出電影工作者獎。

## 生平
李龍禹1944年生於天津，1964年投入電影工作。他以攝影起家，1974年後轉任燈光指導，從事電影工作四十五年，晚年任職於阿榮片廠，作品有《牯嶺街少年殺人事件》、《不散》、《天邊一朵雲》、《海角七號》、《不能說的秘密》、《臉》、《聽說》、《不能沒有你》、《如夢》等，電影圈人士尊稱他為「李師傅」。2005年，他以《孤戀花》提名第40屆金鐘獎燈光獎。2009年，金馬獎將他選為年度台灣傑出電影工作者，肯定他對電影的貢獻。2012年，他以電視電影《結婚不結婚》再度入圍第47屆金鐘獎燈光獎。
葉天倫導演的電影《雞排英雄》是他最後參與的劇情長片，蔡明亮2012年為台北教育大學美術館開幕所拍的短片《化生》則是他最後的作品。
2014年初，他因大腸癌轉移住院，請親友代筆寫信貼在病床旁：「謝謝每一個曾經幫助過我的人，我真的很熱愛這份工作，但我曾經不敢和別人提起我是一名燈光師，因為很少人能體會這工作的專業和價值，只有我自己能了解……雖然看似都只是個小配角，但卻缺一不可，所以我相當感謝願意和我努力配合的你們。」他也在信中提及他的家人：「雖然相處時間不多，但我知道他們是愛我的，讓我在工作可以無後顧之憂。」2014年4月3日，他與世長辭，享年七十歲，妻子與二女一子都隨侍在側。

## 幕後工作作品

### 燈光
- 刁蠻千金傻小子（1974）
- 洪熙官，方世玉，陸阿采（1978）
- 歡樂群英（1980）
- 大殘拳（1981）
- 採陽女幫主（1981）
- 笑匠（1984）
- 殭屍少爺（1987）
- 跨越時空的小子（1987）
- 靈芝異形（1988）
- 密宗威龍（1991）
- 千人斬（1993）
- 報告班長3（1994）
- 女湯（1999）
- 天庭外傳（1999）
- 鬼同你有緣之陰屍路（2000）
- 第一次的親密接觸（2000）
- 那年夏天的浪聲（2002）
- 煙雨紅顔（2002）
- 不散（2003）
- 心戀（2004）
- 孤戀花（2005）
- 天邊一朵雲（2005）
- 人魚朵朵（2005）
- 黑眼圈（2006）
- 不能說的秘密（2007）
- 幫幫我愛神（2007）
- 囧男孩（2008）
- 海角七號（2008）
- 凶魅（2008）
- 如夢（2009）
- 聽說（2009）
- 不能沒有你（2009）
- 臉（2009）
- 艋舺（2010）
- 雞排英雄（2011）
- 結婚不結婚（2012）
- 逆光飛翔（2012）
- 化生（2012，短片）

### 攝影
- 熱浪（1975）
- 殘缺雙雄（1982）
- 牯嶺街少年殺人事件（1991）
- 獨立時代（1994）
- 麻將（1996）
- 一一（2000）

### 策畫
- 霹靂女王蜂（1985）

## 演出作品
- 牯嶺街少年殺人事件（1991） ... 趙班長
- 獨立時代（1994）... 計程車司機孔子
- 聽說（2009）

## 外部連結
- 李龍禹在互联网电影资料库（IMDb）上的資料（英文）
- 李龍禹在香港影庫上的簡介
- 李龍禹在豆瓣上的资料（简体中文）